# Гімнопус веретеноногий
Гімнопус веретеноногий (Gymnopus fusipes) — паразитичний гриб роду гімнопус (Gymnopus). Типовий вид роду. Раніше належав до роду колібія (Collybia) і називався колібія веретенонога (Collybia fusipes). Поширений у Європі та Азії. У Північній Америці є небезпечним інвазивним видом.

## Назва
Gymnopus походить від Gymn-, що означає «оголений», і -pus, що означає нога. Видовий епітет fusipes означає «з веретеноподібною ніжкою», і така веретеноподібність найбільш яскраво виражена коли гриб росте у щільних групах, а не поодинці.
Гриб вперше був описаний Бюйяром у 1793 році у його праці «Herbier de la France» як Agaricus fusipes, тому що на той час всі пластинчасті гриби відносили до роду Agaricus.
Потім у 1821 році Семюел Фредерік Грей опублікував роботу «Natural Arrangement of British Plants» в якій він відніс цей вид до вже існуючого роду Gymnopus.
Книга Грея не була дуже відомою і у 1872 Люсьєн Келе приєднав цей гриб до роду Collybia, назвавши його Collybia fusipes, і з цим іменем гриб був відомий багато років. У 1997, Antonín і Noordeloos з'ясували, що рід Collybia у тому вигляді, у якому він був визначений на той час, є поліфілетичним і запропонували значну його перебудову. Вони відновили рід Gymnopus для деяких видів, в тому числі для fusipes, і після наступного вивчення ДНК, ця перебудова була прийнята сучасними мікологами. Назва була прийнята Species Fungorum і Global Biodiversity Information Facility і грибу була повернута назва Gymnopus fusipes. Також мала місце альтернативна спроба віднести гриб до Rhodocollybia, але це не стало загальновизнаним.

## Будова
Гриб має червонувато-коричневу шапку, деякі плодові тіла мають рудо-коричневу. Шапка гола, у центрі темніша, до чорнуватої. Іноді ніби плямиста. У діаметрі шапка 4–8, максимум 10 см, форма випукло–розпростерта, на поверхні у центрі виділяється горбик. Пластинки здаються плямистими, згодом у них з'являється білий споровий наліт.
У колібії веретеноногої ніжка заввишки до 12 см, завширшки до 2 см, червоно-коричневого або буро-коричневого кольору, до низу дещо темніша. Вона ніби вкрита зморшками, з кореневидним виростом. Ніжка борозенчаста, спочатку рихлувата, з часом коркувата, з порожниною.
М'якуш невизначеного запаху (іноді солодкуватого), білуватий і тонкий. Смак нечіткий, грибний.
Спори видовжено-овальні, гладкі, тонкостінні, 4–6 × 2–4,5 мкм. Гіалінові. Споровий порошок білий, трохи жовтуватий коли підсохне.

## Поширення та середовище існування
Він росте в серпні-жовтні щільними групами біля основи стовбурів, а також пеньків, коренів у листяних лісах, переважно біля дуба, зрідка біля бука і берези. Є серйозним паразитом дуба, у якого спричиняє кореневу гниль.
Вражається паразитичними грибами з родів Asterophora та Syzygospora.
В Україні в Карпатах, Лівобережному Лісостепу, Лівобережному Злаково-Лучному Степу, Гірському Криму.

## Практичне використання
У молодому віці гриб їстівний. Часто маринують. Іноді може викликати розлад шлунку.